# 五十嵐りさ
五十嵐 りさ（いがらし りさ、1979年12月10日 - ）は、日本の元グラビアアイドル、タレント。東京都生まれ。サンズエンタテインメントに所属した。

## 所属していたグループ
- Be-Be（添田めぐみ）
- KOMATI（川村亜紀、坂井優美）
- 雅~MIYABI~
- Carezza

## 活動

### シングル
- Romanticが止まらない

### 映画
- 地球侵略タイトルマッチ女我レディース バップ配給 （1999年）
- BOM! ケイエスエス （2001年）
- 模倣犯 東宝 （2002年）

### 出演番組
- ミッドナイトマーメイド（テレビ朝日）
- 明石家サンタの史上最大のクリスマスプレゼントショー（フジテレビ）
- いまどき娘とハッスルオヤジ（テレビ東京）
- 検察審査会（TBS）
- 奥様は警視総監（フジテレビ）
- BiKiNi（テレビ東京）
- グラビアの美少女（MONDO21（現：MONDO TV））
- ミックスパイください（CBC）
- かしましや!（テレビ東京）